# Litostrov
Litostrov je obec v okrese Brno-venkov v Jihomoravském kraji. Nachází se v Křižanovské vrchovině. Žije zde 133 obyvatel.
Součástí obce jsou také samoty Hájovna Lhota a V Mariánském Údolí, které se nachází na jižním okraji katastrálního území obce. Leží v Mariánském údolí, kterým protéká potok Bílá voda.

## Název
Původní podoba jména byla Lutostroj, bylo to přivlastňovací přídavné jméno k osobnímu jménu Lutostroj (složenému z lútý - "lítý" a strojiti - "tvořit"). Význam místního jména byl "Lutostrojův majetek". Podle jmen jiných osad k němu byla připojena přípona -ov, výsledné Litostrojov (změna u po měkkých souhláskách > i byla pravidelná) doložené 1381 bylo následně zkráceno na Litostrov.

## Historie
První písemná zmínka o obci pochází z roku 1376. Od roku 1850 do prvního desetiletí 20. století byl Litostrov součástí Rosic.

## Obyvatelstvo
| Rok            | 1869 | 1880 | 1890 | 1900 | 1910 | 1921 | 1930 | 1950 | 1961 | 1970 | 1980 | 1991 | 2001 | 2011 | 2021 |
| -------------- | ---- | ---- | ---- | ---- | ---- | ---- | ---- | ---- | ---- | ---- | ---- | ---- | ---- | ---- | ---- |
| Počet obyvatel | 180  | 162  | 225  | 165  | 165  | 187  | 226  | 202  | 210  | 195  | 166  | 120  | 100  | 113  | 128  |
| Počet domů     | 21   | 24   | 22   | 23   | 27   | 28   | 42   | 51   | 50   | 50   | 45   | 51   | 52   | 57   | 58   |

Vývoj počtu obyvatel

## Pamětihodnosti
- Kaple se zvonicí
- Barokní kamenný kříž z roku 1781 u kaple
- Torzo kamenného pozdně barokního kříže z roku 1769